# Морско биологично разнообразие
Морско биологично разнообразие, още морски живот или океански живот, е съвкупността от растения, животни и други организми, които живеят в солената вода на морето или океана или в солената вода на крайбрежните устия. На базово ниво морският живот влияе върху природата на планетата. Морските организми, предимно микроорганизми, произвеждат кислород и отделят въглерод. Бреговите линии са частично оформени и защитени от морския живот, а някои морски организми дори помагат за създаването на нова земя.
Повечето форми на живот първоначално са се развили в морските местообитания. По обем океаните осигуряват около 90% от жизненото пространство на планетата. Най-ранните гръбначни се появяват под формата на риби , които живеят изключително във вода. Някои от тях са се превърнали в земноводни, които прекарват части от живота си във вода и части на сушата. Други риби еволюират в сухоземни бозайници и впоследствие се връщат в океана като тюлени, делфини или китове. Растителните форми като водорасли растат във водата и са в основата на някои подводни екосистеми. Планктонът формира общата основа на океанската хранителна верига, особено фитопланктона, който е ключов първичен производител.

## Етимология
Терминът marine („морски“) произлиза от латинското mare, което означава „море“ или „океан“.